# Liste der Baudenkmäler in Coburg/P
Dieser Teil der Liste der Denkmäler in Coburg beschreibt die denkmalgeschützten Objekte in folgenden Coburger Straßen und Plätzen:
- Park
- Pfarrgasse
- Pilgramsroth
- Plattenäcker
- Probstgrund

## Park
| Adresse Bezeichnung Akten-Nr.                                     | Beschreibung | Foto |
| ----------------------------------------------------------------- | --- | ---- |
| Park (Lage)                                                       | Mit Park wird die Bebauung am südlichen Rand des Hofgartens bezeichnet. Auch das Naturkundemuseum am Nordrand hat diese Adresse. Die Grundstücke zwischen Kleinem Rosengarten und Leopoldstraße gehören zu keinem historischen Straßenzug. Die Häuser sind überwiegend im Stil der Neugotik gestaltet. |      |
| Park 1 (Standort) Ehem. Herzogliche Marienschule D-4-63-000-402   | Das zweigeschossige, neugotische Wohnhaus war Sitz der ehemaligen herzoglichen Marienschule. Heute beherbergt es den Kindergarten Marienschule. Eine Bebauung des Grundstücks mit Kleinhäusern ist für 1418 belegt. Mit dem Ausbau des Hofgartens im 17. Jahrhundert wurden die Häuser für eine Zufahrt abgebrochen. 1730 stand auf dem Areal ein Gartenhaus, das 1842 zu einem Wohnhaus ausgebaut wurde. 1869 kaufte die evangelische Marienschulstiftung, die am 3. Mai 1842 von Herzogin Marie, der zweiten Frau von Herzog Ernst I., gegründet worden war, das Anwesen und beauftragte den Maurermeister Georg Meyer mit Baumaßnahmen. Das Wohnhaus, neugotisch mit Ziegeln errichtet, wurde umgebaut und ein spätklassizistischer Kindersaal angebaut. Der Saal wurde 1886 aufgestockt und neugotisch umgestaltet. Nach Planungen des Baugewerksschullehrers Johannes Köhler folgte 1903 eine Erweiterung des Spielraums. Von 1939 bis 1941 nutzte der Kindergarten der N.S. Volkswohlfahrt die Räumlichkeiten. 1954 und 1973 kamen weitere Anbauten dazu. Das ehemalige Wohnhaus aus Ziegel mit Sandsteingliederungen hat eine vierachsige Fassade mit einem zweiachsigen Mittelrisalit und wird von einem getreppten Zwerchhausgiebel abgeschlossen. Die Doppelfenster im Obergeschoss des Risalits besitzen Maßwerkbrüstungen sowie gestufte Verdachungen. Die Hausecken werden durch Eckverquaderungen betont, ein umlaufender Rundbogenfries schließt die Fassade oben ab. |      |
| Park 3 (Standort) Villa D-4-63-000-403                            | Die neugotische Villa wurde Mitte des 19. Jahrhunderts gebaut. Der Kabinettsrat Adolf Becker veranlasste 1882 und 1885 Anbauten an der „Villa de Rais“ (Anita de Rais war eine Hofpianistin in Coburg), die der Hofbaurat Julius Hartmann plante. 1886 erwarb Herzogin Alexandrine das Gebäude und ließ durch Hartmann 1888 den südöstlichen Eckanbau errichten. Nach Herzogin Marie war ab 1913 der Zar Ferdinand I. Eigentümer. Der vermachte das Haus 1948 der katholischen Gemeinde zur Nutzung als Kinderheim. In den folgenden Jahrzehnten erforderte die neue Verwendung zusätzliche Umbauten und Erweiterungen des Anwesens. Die Fassade des Traufseithauses hat im Kellergeschoss ein Sandsteinquader-Mauerwerk und darüber ein Ziegelmauerwerk mit Sandsteingliederungen. Sie besteht auf der Nord-Ost-Seite aus einem rechts angeordneten zweiachsigen Risalit mit Zwerchhaus und getrepptem Giebel. Links daneben befindet sich der überdachte Hauseingang. Es folgt ein markanter Treppenturm mit einem Pyramidendach. Das oberste Geschoss steht auf einem Blendbogenfries über. Im Erdgeschoss bestehen die Außenwände des Turms aus Sandsteinmauerwerk mit gekappten Ecken. |      |
| Park 3 a (Standort) Hofgartenmauer D-4-63-000-878                 | Die barocke Hofgartenmauer entstand um 1680 als zwei Meter hohe Sandsteinquadermauer. Bei der Umgestaltung des Hofgartens wurden ab 1856 größere Teile abgetragen. Vorhanden ist sie noch am Südrand des kleinen Rosengartens, als Grenzmauer der Grundstücke 3, 3 a und 4. |      |
| Park 4 (Standort) Ehemaliges Hofgärtnerhaus D-4-63-000-404        | Der Gewölbekeller stammt aus der Zeit um 1680, als der Hofgarten im niederländischen Stil als Herrengarten angelegt wurde. Das Haus stand in der Mittelachse des von Nord nach Süd ausgerichteten, barocken Herrngartens. Das heute zweigeschossige Gebäude entstand in der zweiten Hälfte des 18. Jahrhunderts mit einem Walmdach. 1869 folgte im Auftrag der herzoglichen Domänenverwaltung eine Umgestaltung der Fassade im Stil der Neugotik und des Daches als Satteldach. Nach dem Ersten Weltkrieg wurde Zar Ferdinand I. neuer Eigentümer. 1922 bekam es die Coburger Landesstiftung geschenkt und sie machte nach einer Neugestaltung das Areal der alten Hofgärtnerei der Öffentlichkeit zugänglich. 1927 ging das Anwesen in das Eigentum der Stadt Coburg über. Das traufständige, fünfachsige Satteldachhaus hat in der Mitte einen einachsigen Risalit mit einem getreppten Zwerchhausgiebel. Im Obergeschoss befindet sich davor eine Altane mit Maßwerksbrüstung auf zwei flachen Eselsrücken als Konsolen. Das Eingangsportal darunter ist im Tudorstil gestaltet. Die parkseitige Fassade besitzt ein Bandgesims, das das Erdgeschoss mit Segmentbogenfenstern vom Obergeschoss mit rechteckig gerahmten Fenstern und einer gewinkelten Verdachung trennt. |      |
| Park 4 a (Standort) Drei allegorische Steinfiguren D-4-63-000-879 | Die drei allegorischen Steinfiguren der Tageszeiten Morgen, Mittag und Abend stammen aus der Mitte des 18. Jahrhunderts. Die Frührokokofiguren hatte der Hoftheatermaler Friedrich Lütkemeyer in einem Garten gefunden. Die Tageszeit Nacht ist verschwunden. Nach Lütkemeyers Tod im Jahr 1912 wurden die Figuren im 1922 entstandenen Kleinen Rosengarten aufgestellt. Die Figuren sind Kopien, die Originale stehen im Ausstellungsgebäude des Kunstvereins. |      |
| Park 6 (Standort) Naturkunde-Museum D-4-63-000-405                | Das Naturkunde-Museum wurde 1913 als naturwissenschaftliches Museum im historisierenden Stil nach Plänen des Hofbaurats Rudolf Zahn errichtet. Herzog Eduard hatte für die herzoglichen naturwissenschaftlichen Sammlungen den Neubau an der Festungsstraße ein Jahr zuvor in Auftrag gegeben. |      |

## Pfarrgasse
| Adresse Bezeichnung Akten-Nr.                                   | Beschreibung | Foto |
| --------------------------------------------------------------- | --- | ---- |
| Pfarrgasse (Lage)                                               | Die Pfarrgasse verbindet den Kirchhof mit der Unteren Anlage. Der westliche Teil mit fünf ehemaligen Priesterwohnhäusern, zwischen denen und der Morizkirche von etwa 1300 bis 1500 der Friedhof lag, wurde zu Beginn des 15. Jahrhunderts bebaut. Der östliche Bereich, einst zur Propstei gehörend, besteht aus repräsentativen Gebäuden der Superintendentur aus dem 18. und 19. Jahrhundert. |      |
| Pfarrgasse (Standort) Teile der ehem. Stadtmauer D-4-63-000-537 | Auf der Rückseite von Pfarrgasse 6, entlang der unteren Anlage, steht das kurze Stück der ehemaligen Zwingermauer aus der zweiten Hälfte des 13. Jahrhunderts. |      |
| Pfarrgasse 1 (Standort) Wohnhaus D-4-63-000-406                 | Die Bausubstanz des zweigeschossigen Wohnhauses an der Ecke zur Gymnasiumsgasse lässt sich bis ins Spätmittelalter zurückverfolgen. Der Häuserforscher Ernst Cyriaci hat festgestellt, dass das Haus 1667 als altes, eingefallenes Häuslein beschrieben wurde. Die heutige Gestaltung erfuhr das Anwesen im 16. oder 17. Jahrhundert. 1878 wurde das Erdgeschoss durch den Einbau eines Ladens mit dem Eingang auf der linken Seite umgebaut. Zehn Jahre später folgte zur Nutzung des Daches als Wohnraum der Einbau von drei Dachgauben, 1892 das Aufsetzen eines Zwerchhauses. Diese Umbauten führte Georg Meyer aus. Im 20. Jahrhundert wurden vor allem kleinere Instandsetzungsarbeiten durchgeführt. Das Traufseithaus besitzt eine unregelmäßige Befensterung. Es ist durch ein niedriges Erdgeschoss, das als Quadersockel die verputzte Fachwerkkonstruktion des Obergeschosses trägt, gekennzeichnet. Das Obergeschoss ist auskragend, auf einem Schwellbalken in der Pfarrgasse und auf Knaggen giebelseitig, angeordnet. |      |
| Pfarrgasse 2 (Standort) Wohnhaus D-4-63-000-407                 | Das zweigeschossige Wohnhaus stammt in seinem Kern wohl aus dem 16. oder 17. Jahrhundert. Im Jahr 1890 ließ es die Stadt nach Plänen des Stadtbaurates Julius Martinet zum Wohnsitz des Stadtkantors umbauen. Der historistische Ausbau in Formen der deutschen Renaissance umfasste insbesondere das Erdgeschoss, einschließlich der Außenwand, das Zwerchhaus und zwei Dachgauben. Das fünfachsige Traufseithaus besitzt als Fassade einen massiven Sockel auf dem verputzte Fachwerkwände angeordnet sind. Markant am Satteldach ist das Zwerchhaus mit Eckeinfassungen durch Bänderungen, Rollwerk unter den Doppelfenstern und einem Volutenziergiebel. Daneben zeichnet die Fassade eine unregelmäßige Fensteranordnung mit einer Dreiergruppe über dem Hauseingang, ein verkröpfter Traufenkonsolfries und gerahmte Fenster mit Konsolbändern aus. |      |
| Pfarrgasse 3, 4 (Standort) Wohnhaus D-4-63-000-408              | Die zwei zweigeschossigen Wohnhäuser wurden als Vikarierhäuser im 16. Jahrhundert errichtet. Im 19. Jahrhundert folgte bei den traufständigen Satteldachhäusern ein Ausbau des Dachgeschosses zu Wohnzwecken auf fast die komplette Fassadenbreite mit Zwerchhäusern und breiten Schleppgauben. Während bei Haus Nr. 3 fünf Achsen vorhanden sind und die Eingangstür rechts Außen angeordnet ist besitzt Haus Nr. 4 sechs Achsen und eine aus der Mitte nach rechts versetzte Tür. Beiden Anwesen haben in der Fassade einen massiven Sockel, auf dem die verputzen Fachwerkwände des hohen Erdgeschosses und des Obergeschosses angeordnet sind. Eine profilierte Traufe schließt die Fassade oben als horizontales Gestaltungselement ab. Die Innenausstattung weist noch barocke Spiralbeschläge und Türen des 19. Jahrhunderts auf. |      |
| Pfarrgasse 5 (Standort) Wohnhaus D-4-63-000-409                 | Die Bausubstanz des dreigeschossigen Hauses lässt sich bis ins Spätmittelalter zurückverfolgen. Es ist heute Eigentum der Evangelisch-Lutherischen Gesamtkirchengemeinde. Abweichend von den benachbarten Vikarierhäusern weist das Traufseithaus mit etwa quadratischem Grundriss drei statt zwei Geschosse auf und steht etwas vor der Baulinie. Die Fassade ist gegliedert in drei Achsen auf der rechten Seite und eine auf Abstand gesetzte links neben der Haustür. Der Giebel auf der Ostseite an der Hofeinfahrt besitzt eine Eckdurchfensterung. Im Innern ist ein breiter Flur mit einer rückwärtigen Spindeltreppe vorhanden. |      |
| Pfarrgasse 6 (Standort) Ehem. Superintendentur D-4-63-000-410   | Das zweigeschossige Haus entstand 1729 an Stelle des im 16. Jahrhundert gebauten Kornhauses der Propstei als Wohnsitz des Superintendenten. Heute ist es Sitz des Evangelisch-Lutherischen Dekanats. Der repräsentative barocke Walmdachbau weist neun Achsen auf. Die Fenster sind durch geohrte Rahmen gekennzeichnet. In der Mitte ist der Eingang angeordnet, der ein gerades, verdachtes Portal mit einem Keilstein aufweist. Die Jahreszahl 1729 und das sächsische Wappen zieren den Keilstein. Felder in einem Fries zeigen links den Meißner Löwe und rechts den Coburger Mohr. Das darunter liegende Oberlicht der Haustür wird durch ein reich dekoriertes Schmiedeeisengitter geschützt. Oben wird die Mittelachse von einem Zwerchhaus mit einem Doppelfenster abgeschlossen, dessen Giebel- und Seitenflächen verschiefert sind. Zwei kreuzgratgewölbte Räume zeichnen das Innere aus. |      |
| Pfarrgasse 7 (Standort) Ehem. Rektorenwohnhaus D-4-63-000-411   | Das zweigeschossige, zweiflügelige Eckgebäude zur Unteren Anlage entstand im Stil der Neugotik im Jahr 1835. Zuvor waren der Wirtschaftshof der Propstei und bis 1829 die Stadtmauer abgebrochen worden. Das Anwesen diente als Wohnhaus für den Rektor und den Kirchenaufwärter. Das Gebäude hat zwei giebelständige Satteldächer, wobei der linke Dachfirst zur Giebelspitze ansteigt. Der Hauptgiebel ist dreiachsig ausgebildet, in der Mitte sind Doppelfenster und oben ein zweibahniges Maßwerkfenster vorhanden. Der kleine rechte Giebel mit dem Hauseingang hat die Form eines Risalits und Fenster mit profilierten Rahmen. Drei Risalite an der Traufseite gliedern den Hauptflügel. Sie sind analog der kleinen Giebelfront ausgebildet, zwischen ihnen sind jeweils zwei Fensterachsen angeordnet. |      |

## Pilgramsroth
| Adresse Bezeichnung Akten-Nr.                                     | Beschreibung | Foto |
| ----------------------------------------------------------------- | --- | ---- |
| Pilgramsroth (Lage)                                               | Pilgramsroth ist die Fortsetzung der Leopoldstraße Richtung Osten nach Löbelstein und Rögen. Die Bezeichnung könnte von dem Familiennamen Pilgram oder Pilgerein und einem Rodungsgebiet (Reuthe, Roth) stammen. Die Bebauung des ursprünglichen Hohlweges besteht unter anderem aus historistischen und Jugendstil-Villen. |      |
| Pilgramsroth (Standort) Stetzenbachquelleinfassung D-4-63-000-749 | Die Quelleinfassung des Stetzenbaches stammt aus dem 17. oder 18. Jahrhundert. In ihr wird das Wasser von den Hängen der Brandensteinebene gefasst, das für die Wasserversorgung des mittelalterlichen Coburgs eine besondere Bedeutung hatte. Die stichbogig gewölbte Brunnenstube aus Sandsteinquadern hat ein Steinbecken und wurde 1995 rekonstruiert. |      |
| Pilgramsroth 5 (Standort) Villa D-4-63-000-412                    | Die dreigeschossige Villa erbaute 1891/92 der Maurermeister Carl Kleemann in Formen der Neugotik zur Eigennutzung. 1895 erwarb der Fabrikant Prediger das Anwesen. Zwischen den Jahren 1934 und 1950 folgte die Teilung des großen Kopfgrundstücks zwischen Pilgramsroth, Johann-Strauß-Platz und Langer Gasse in fünf Parzellen. Das zur Straße traufständige Satteldachhaus besitzt eine Hanglage und wurde in der untersten Etage außen mit Quadermauerwerk ausgeführt und oben in Ziegel mit Sandsteingliederungen. Die Südfassade zur Straße ist durch einen mittig angeordneten zweiachsigen Risalit mit einem gestuften Zwerchhausgiebel gekennzeichnet. Rechts steht ein Turm mit gekappten Ecken und einem Blendgiebelabschluss auf dem ein flaches Pyramidendach ruht. Die Gliederung der Fassade besteht unter anderem aus einem Profilgesims zwischen den Obergeschossen und gezahnten Quaderungen an den Hausecken. Der Giebelfassade auf der Westseite weist drei Achsen und einen breiten Stufengiebel auf. Unten ist ein zweigeschossiger, dreiseitiger Erker aus Sandstein mit einer Altane davor gesetzt. |      |
| Pilgramsroth 6 (Standort) Villa D-4-63-000-413                    | Die Villa entwarf der Gothaer Architekt Richard Klepzig 1901 im Stil des Neurokoko für den Oberschulrat Franz Riemann. Das am Hang stehende eingeschossige, winkelförmige Gebäude besitzt ein hohes Tiefgeschoss. Die Fassade des rundrum vierachsigen Hauses besteht aus gelblichen Klinkern mit Sandsteingliederungen und hat einen Sockel der glatt und rustiziert gebändert ist. Die Straßenfront ist durch einen hinter einer Terrasse mittig angeordneten Risalit kennzeichnet. Der weist unten ein Sockelportal auf, darüber ist ein Korbbogenfenster gefolgt von einem segmentbogigen Balkon mit Eisengitter angeordnet. Oben schließt den Risalit ein geschweifter Ziergiebel mit seitlichen Vasenaufsätzen und einer Perlkartusche ab. Die Fenster der Seitenfassaden sind paarweise mittig konzentriert. Sie zeichnen aufwändige Sandsteinrahmen mit gestuften Brüstungen, Pilastern und bogenförmigen Abschlüssen mit gerader Verdachung über Fruchtschnüren aus. |      |
| Pilgramsroth 7 (Standort) Villa D-4-63-000-743                    | Im Jahr 1912 errichtete der Maurermeister Eduard Amend die Villa in den Formen des reduzierten Historismus. Das zweigeschossige, gestufte Mansarddachhaus ist in seiner Straßenfassade durch einen dreiachsigen, breiten Risalit mit einem hohen, spitz geschwungenen Giebel gekennzeichnet. Links ist eine Altane vor einem verschieferten Eckturm angeordnet. Der Giebel des rückseitigen Satteldachbaus besitzt eine Fachwerkkonstruktion. Durch eine Hanglage ist das Kellergeschoss sichtbar und das Erdgeschoss wirkt als Hochparterre. |      |
| Pilgramsroth 9 (Standort) Villa D-4-63-000-744                    | Im Jahr 1911 baute Eduard Amend die traufseitige Villa in den Formen des reduzierten Historismus. Ein eingeschossiger Anbau folgte 1913 auf der Rückseite. 1958 wurde er zur Erweiterung der Bäder aufgestockt. Die Gestaltung des mit An- und Aufbauten gestuften Hauses ist bestimmt durch die leichte Hanglage. Markant ist auf der rechten Seite ein hoher Walmdachflügel mit einer Fachwerkkonstruktion mit einem engen Rastersystem im zweiten Obergeschoss. Rechts davor steht ein dreiseitiger, zweigeschossiger Eckerker, der unten rund und im Obergeschoss polygonal gestaltet ist. Daneben liegt im Obergeschoss eine Dachterrasse mit einem Rustikasockel. Die linke Seite begrenzt ein polygonaler Eckturm mit einer verschieferten Zwiebelhaube. Die Ostfassade weist den Eingang mit einem dreigeschossigen Treppenhausrisalit und einem spitzgeschwungenen Giebel auf. |      |
| Pilgramsroth 12 (Standort) Villa D-4-63-000-745                   | Das Eckhaus zur Malmedystraße errichtete Eduard Amend 1910. Die Villa ist durch zwei unterschiedlich gestaltete Straßenfassaden gekennzeichnet. Das zum Pilgramsroth giebelständige Haus weist dort auf der Nordseite einen geschwungenen Giebel mit drei Dachgeschossfenstern auf. Darunter ist als oberer Abschluss eines flachen dreiseitigen Erkers eine Altane vor dem Obergeschoss vorhanden. In der Malmedystrasse, der Westseite, ist die Fassade vierachsig und mit einem zweiachsigen Risalit in der Mitte ausgebildet. Im Dachgeschoss besitzt der Risalit Zierfachwerkwände und einen dreiseitigen verschieferten Schwalbennesterker unter einem vorspringenden Giebeldreieck. Das Satteldach des Risalits ist links bis zur Traufe heruntergezogen und rechts durch eine Walmdachgaube begrenzt. Die Südseite hat einen Eckrisalit mit einem Filialgiebel und eine nachträglich angebaute Veranda. Die Ostseite ist durch einen zweigeschossigen Vorbau mit Eckterrasse geprägt. |      |
| Pilgramsroth 14 (Standort) Villa D-4-63-000-746                   | Der Maurermeister Eduard Amend erbaute 1907 die giebelständige, zweigeschossige Villa, die direkt an der Straße steht. Die Straßenfassade des Halbwalmdachhauses ist oben gekennzeichnet durch einen zweiachsigen Schwalbennesterker mit Zierfachwerkwänden, der von drei Konsolbalken gestützt, auskragend angeordnet ist. Im Obergeschoss, unterhalb des verschieferten Drempels, ist die Fassade, die eine Putzquaderung aufweist, rechts durch einen flachen, fünfseitigen Eckerker gestaltet. Die Quaderung des rustizierten Sockels ist im Erdgeschoss an der Hausecke bis unter den Erker hochgezogen. Links davon markiert ein segmentbogiger, dreiachsiger Erker das Hochparterre aus Hauptgeschoss. Die Fassade der Westseite besitzt mittig einen flachen Erker mit schrägen Seiten. Über ihm steht ein Zwerchhaus mit Zierfachwerkwänden, von zwei Konsolbalken gestützt. Die linke Ostseite besitzt einen Mittelrisalit, der den Eingang und das Treppenhaus aufnimmt. Die Fenster zeichnen sich durch zwei oder vier Sprossen geteilte Oberlichter aus.                                                       |      |
| Pilgramsroth 16 (Standort) Villa D-4-63-000-747                   | Das giebelständige, dreigeschossige Gebäude war mit dem Baujahr 1907 die erste der fünf Villen (Haus Nr. 7, 9, 12, 14), die Eduard Amend im Pilgramsroth errichtete. 1927 wurde an der Rückseite eine dreigeschossige Holzveranda angebaut, die 1997 erweitert wurde. Das Haus ist gekennzeichnet durch einen Ziegelsockel auf dem die Außenwände mit einer Putzquaderung ruhen. Links ist ein Risalit mit einem geschwungenen Filialgiebel angeordnet, der neben dem rechten Hauptgiebel, in Fachwerk ausgebildet, steht. Der einachsige Risalit weist im Erdgeschoss ein Rundbogenfenster auf, ein rechteckiges Fenster im Obergeschoss mit einem dekorativen Sturz und im zweiten Obergeschoss einen Hufeisenbogen um ein Fensterpaar. Der Fachwerkgiebel wird im ersten Obergeschoss von einem 1919 nachträglich eingebauten Kastenerker durchdrungen. |      |
| Pilgramsroth 59 (Standort) Villa D-4-63-000-748                   | Im Jahr 1909 erbauten die Baugewerksmeister Wilhelm Hopf und Eduard Florschütz die Villa. Das Gebäude weist eine Hanglage auf, daher ist das Erdgeschoss als Hochparterre ausgebildet. Die Straßenfassade des Mansarddachhauses prägt ein Risalit mit einem hohen Mansardgiebel, dem ein segmentbogiger, vierachsiger Sandsteinerker vorgesetzt ist. Die Oberlichter der Erkerfenster besitzen buntverglaste Scheiben. Als horizontale auffällige Gestaltungselemente sind oben ein kleiner Fußwalm und in der Mitte eine halbseitige um den Erker geführte Fußlinie der Mansarde vorhanden. Auf der rechten Seite im Erdgeschoss findet ein markantes korbbogiges Eckfenster eine Verwendung. Auf der Westseite mit Vorbauten ist der Hauseingang in einem Risalit angeordnet. |      |

## Plattenäcker
| Adresse Bezeichnung Akten-Nr.                                 | Beschreibung | Foto |
| ------------------------------------------------------------- | --- | ---- |
| Plattenäcker (Standort) Wasserwerk, Grünanlage D-4-63-000-415 | Das östliche Areal des Plattenäckers querte seit dem 18. Jahrhundert der Philosophenweg, der zum Judenberg führte und Teil eines Landschaftsgartens mit einem Wegesystem war. Die heute stark überwachsene Grünanlage weist mit einer Steinbank und einem Ruhetisch noch Reste der Gartenmöblierung auf. Am Rand der Fläche errichteten 1914 die Städtischen Wasserwerke nach Plänen von Max Böhme einen aus zwei Gewölben bestehenden 1000 Kubikmeter fassenden Hochbehälter. Der Kopfbau mit der Vorkammer weist eine neuklassizistische Säulenfront auf. Vier dorische Säulen, auf Podesten stehend, tragen auf einem Echinus mit Ringen einen glatten Architrav, der in Jugendstilbuchstaben die Inschrift „Städtische Wasserwerke“ besitzt. Auf einen Konsolfries folgt oben als Abschluss die gefelderte Brüstung der Aussichtsterrasse, das mittlere Feld ist durch den Coburger Mohr unter einer Fürstenkrone dekoriert. Zur Plattform führen seitliche Treppenaufgänge, vier große Steinkugeln flankieren die vorhandenen Treppen. |      |

## Probstgrund
| Adresse Bezeichnung Akten-Nr.                    | Beschreibung | Foto |
| ------------------------------------------------ | --- | ---- |
| Probstgrund (Lage)                               | Der Probstgrund verbindet die Leopoldstraße mit dem Festungshof. Seine Bezeichnung bedeutet Grundeigentum des Propstes und geht zurück auf den Eigentümer der Liegenschaft, die Propstei des Benediktiner Klosters Saalfeld. Schon im Stadtbuch von 1419 taucht der Hohlweg als „in dez Probst grund“ auf. |      |
| Probstgrund 14 a (Standort) Villa D-4-63-000-880 | Die dreigeschossige Villa mit Walmdach errichtete der Maurermeister Paul Schaarschmidt 1903 im historisierenden Jugendstil für Max von Renner. |      |